# Armand Sahadewsing
Armand Sahadewsing (Paramaribo, 7 juli 1939 – 22 februari 2019) was een Surinaams voetballer en coach.
Hij speelde voor SV Transvaal in de Surinaamse Hoofdklasse en voor AFC DWS in de Nederlandse Eredivisie. Hij speelde ook voor het Surinaamse nationale team en coachte het later tijdens de kwalificatiewedstrijden van het WK van 1982.

## Biografie
Armand Sahadewsing begon op 10-jarige leeftijd met voetballen voor KMD (Klein Maar Dapper) op het Mr. Bronsplein in Paramaribo. Na twee seizoenen stapte hij over naar de jeugdopleidingen van Sparta, Tuna en ten slotte Unitas.
In 1956 trad hij op 16-jarige leeftijd aan in de Hoofdklasse bij SV Transvaal. Hij speelde tien jaar lang voor de club op de rechtervleugel. Van 1960 tot 1965 was hij aanvoerder en hielp hij zijn club twee keer naar de landstitel, in 1962 en 1965. In het laatste jaar werd hij uitgeroepen tot Surinaamse Voetballer van het Jaar.
In 1966 vertrok Sahadewsing naar Nederland om bij de KNVB een coachingslicentie te verwerven. Hij werd opgenomen in de selectie van de profclub AFC DWS en speelde in het seizoen 1967-1968 twee wedstrijden in de Eredivisie met voetballers als Frans Geurtsen en Rob Rensenbrink.
Sahadewsing maakte in 1957 zijn debuut in het Surinaamse voetbalelftal, in een wedstrijd tegen de Nederlandse Antillen die het met 2-1 verloor. De wedstrijd werd gespeeld als CONCACAF-kwalificatiewedstrijd voor het WK van 1962.
In 1980 werd hij bondscoach van het Surinaamse voetbalelftal tijdens de kwalificatiewedstrijden voor de WK van 1982. Suriname werd daarbij in 1981 uitgeschakeld door Cuba.